# Adenocalymma magdalenense
Adenocalymma magdalenense là một loài thực vật có hoa trong họ Chùm ớt. Loài này được Dugand mô tả khoa học đầu tiên năm 1946.